# Yngve Möller (teckningslärare)
För chefredaktören, politikern och ambassadören, se Yngve Möller
Nils Yngve Möller, född 2 juli 1928 i Härnösand, död 9 december 2020, var en svensk teckningslärare, läromedelsförfattare samt gymnasieinspektör vid Skolöverstyrelsen. På äldre dagar roade han sig med att konstruera korsord, bland annat för Svenska Dagbladet.
Han var son till bankdirektör Nils Möller och hans första hustru Ingrid, ogift Jönsson, gift från 1955  till sin död med Kerstin Bresche (född 1931), samt far till litteraturvetaren Håkan Möller (född 1959). Yngve Möller är begravd på Lidingö kyrkogård.